# Rhetus amycus
Rhetus amycus är en fjärilsart som beskrevs av Hans Ferdinand Emil Julius Stichel 1909. Rhetus amycus ingår i släktet Rhetus och familjen Riodinidae. Inga underarter finns listade.